# کوه اونزن
کوه اونزن (ژاپنی: 雲仙岳) کوهی آتشفشانی و فعال در نزدیکی شهر شیمابارا در استان ناگاساکی در جزیره کیوشو ژاپن است.
در سال ۱۷۹۲ فروریختن یکی از گنبدهای گدازه‌ای در این کوه یک سونامی عظیم به راه انداخت که جان ۱۵ هزار نفر را گرفت. این حادثه پرتلفات‌ترین رخداد مربوط به آتشفشان‌ها در ژاپن بود.
کوه اونزن چندین قله آتشفشانی دارد که تازه‌ترین فعالیت آنها مربوط به سال‌های ۱۹۹۰ تا ۱۹۹۵ بوده است. در سال ۱۹۹۱ یک انفجار عظیم آتشفشانی در اونزن یک جریان آذرآواری به راه انداخت و جان ۴۳ نفر را گرفت که سه نفر از آن‌ها آتشفشان‌شناس بودند.